# Lyle Mays
Lyle David Mays, född 27 november 1953 i Wausaukee, Wisconsin, död 10 februari 2020 i Los Angeles, var en amerikansk jazzpianist. Han är mest känd för sitt samarbete med Pat Metheny som medlem i Pat Metheny Group.

## Biografi
Mays föräldrar var musikaliskt intresserade: hans mamma spelade piano i kyrkan och hans pappa spelade gitarr på gehör. Mays tilläts att utforska pianot med hjälp av hans lärare, Rose Baron, som var öppen att låta Mays att få spela orgel i familjens kyrka efter den formella lektionen.
Efter ett förslag från Dan Wheelock, hans bandinstruktör, så deltog Mays på sommarläger där han mötte Rich Matteson som introducerade honom för många viktiga jazzartister. Bland hans nya, viktiga upptäckter fanns bland annat Bill Evans album Live in Montreux. Mays studerade vid University of North Texas och komponerade och arrangerade där för One O'Clock Lab Band. Han var kompositör och arrangör för deras högt ansedda album, Lab '75.
Efter att ha lämnat UNT turnerade Mays tillsammans med Woody Hermans grupp i ungefär åtta månader.
År 1974 mötte han Pat Metheny med vilken han senare startade Pat Metheny Group, som fortfarande existerar. Under denna period bodde Mays i New York. Senare flyttade han tillbaka till Wisconsin där han, bland andra aktiviteter, tränade och ledde ett ungdomslag i fotboll. Han lekte även med tanken att flytta till Brasilien men flyttade till slut till Los Angeles vid slutet av 1990-talet.

## Diskografi (i urval)

### Lyle Mays
- 1986 - Lyle Mays
- 1988 - Street Dreams
- 1993 - Fictionary
- 2000 - Solo

### Pat Metheny
- 1977 - Watercolors

### Mays/Metheny
- 1981 - As Falls Wichita, So Falls Wichita Falls

### Pat Metheny Group
- 1978 - Pat Metheny Group
- 1980 - American Garage
- 1982 - Offramp
- 1983 - Travels
- 1984 - First Circle
- 1987 - Still Life (Talking)
- 1989 - Letter from Home
- 1993 - The Road to You
- 1995 - We Live Here
- 1996 - Quartet
- 1997 - Imaginary Day
- 2002 - Speaking of Now
- 2005 - The Way Up